# Cinoxacina
La cinoxacina es un antibiótico sintético del grupo de las quinolonas y relacionado químicamente al ácido nalidíxico. La cinoxacina es una de las primeras quinolonas y, como el resto de la primera generación de estos antibióticos, no logró una concentración sistémica efectiva, de modo que es usado casi exclusivamente para el tratamiento de infecciones urinarias. Las más recientes fluoroquinolonas tienden a ser mucho más efectivas en contra de un amplio espectro de microorganismos.
La cinoxacina se distribuye en cápsulas para administración por vía oral. La ingesta de cinoxacina puede causar malestar estomacal, dolor de cabeza y mareos y si es alérgico a las quinolonas, puede que aparezcan sarpullidos o irritaciones en la cara y dificultad para respirar. Como todas las quinolonas, existe la posibilidad de que la cinoxacina cause dolor, inflamación o ruptura de tendones.